# Hrabstwo Kendall (Teksas)

Piramida wieku hrabstwa

Ranczo będące parkiem rozrywki

Hrabstwo Kendall – hrabstwo położone w USA w stanie Teksas. Utworzone w 1862 r. Siedzibą hrabstwa jest miasto Boerne. Należy do obszaru metropolitalnego San Antonio.

## Gospodarka
74% areału hrabstwa zajmują pastwiska, 8% obszary uprawne i 15% to obszary leśne. 
- hodowla kóz i owiec, koni (25. miejsce w stanie), świń i drobiu[1]
- turystyka i produkcja[2]
- akwakultura[1]
- uprawa orzechów pekan[1].

## Miasta
- Boerne
- Fair Oaks Ranch

## CDP
- Comfort

## Sąsiednie hrabstwa
- Hrabstwo Gillespie (północ)
- Hrabstwo Blanco (północny wschód)
- Hrabstwo Comal (południowy wschód)
- Hrabstwo Bexar (południe)
- Hrabstwo Bandera (południowy zachód)
- Hrabstwo Kerr (zachód)

## Demografia
W latach 2010–2020 populacja hrabstwa wzrosła o 32,5% do 44,3 tys. mieszkańców, w tym byli:
- biali nielatynoscy – 69,7%
- Latynosi – 25,6%
- czarni lub Afroamerykanie – 1,6%
- Azjaci – 1,6%
- rdzenna ludność Ameryki – 0,8%.

## Religia
Członkostwo w 2020 roku:
- katolicy – 37,5%
- ewangelikalni protestanci (w większości baptyści i bezdenominacyjni) – ok. 30%
- zjednoczeni metodyści – 5,8%
- mormoni – 2,6%
- episkopalianie – 1,8%
- świadkowie Jehowy – 1,2%.